# واقیناک گالستیان
واقیناک گالستیان (ارمنی: Վաղինակ Գալստյան؛ زادهٔ ۷ نوامبر ۱۹۷۳) کشتی‌گیر در رشته کشتی فرنگی اهل ارمنستان است که در مسابقات قهرمانی کشتی جهان در مجموع برندهٔ ۱ مدال طلا شده‌است. واقیناک گالستیان همچنین پرچمدار کاروان ورزشی ارمنستان در مراسم افتتاحیه بازی‌های المپیک تابستانی ۲۰۰۰ سیدنی بود.